# 弗罗库尔 (格朗维利耶县)
弗罗库尔（法語：Vrocourt，法語發音：[vʁɔkuʁ]）是法国瓦兹省的一个市镇，属于博韦区。

## 地理
弗罗库尔（49°31'44"N, 1°53'11"E）面积4.4 平方千米，位于法国上法蘭西大區瓦兹省，该省份为法国北部内陆省份，北起索姆省，西接厄尔省和滨海塞纳省，南至塞纳-马恩省和瓦兹河谷省，东临埃纳省。
与弗罗库尔接壤的市镇（或旧市镇、城区）包括：格雷梅维莱尔、昂瓦勒、拉沙佩勒-苏热尔伯鲁瓦、马尔坦库尔。

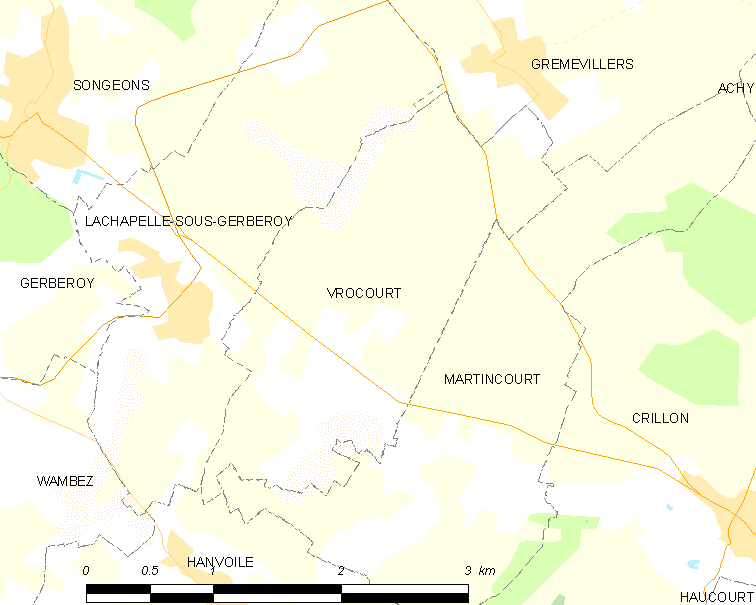
的OSM定位图

弗罗库尔的时区为UTC+01:00、UTC+02:00（夏令时）。

## 行政
弗罗库尔的邮政编码为60112，INSEE市镇编码为60697。

## 政治
弗罗库尔所属的省级选区为格朗维利耶县。

## 人口

1962-2008年间人口变化图示

弗罗库尔于2022年1月1日时的人口数量为33人。